# Josef Lax
Josef Lax, dobovým přepisem též Joseph Lax (21. srpna 1824 Reichenau – 6. července 1895), byl rakouský politik z Korutan, v 2. polovině 19. století poslanec Říšské rady.

## Biografie
Studoval gymnázium a filozofii v Klagenfurtu, Salcburku a Štýrském Hradci. Od roku 1847 studoval na báňské akademii v hornouherské Banské Štiavnici. Ale následujícího roku, po vypuknutí revoluce v Rakouském císařství, tuto školu, spolu s dalšími neuherskými studenty, opustil a přesídlil do Vídně, kde pokračoval ve studiích. V říjnu 1848 se zde zapojil do další fáze revoluce a byl 1. listopadu 1848 zatčen spolu s dalšími radikálními studenty. Roku 1849 byl odsouzen za velezradu. Uvažoval o emigraci, ale na podzim 1849 se dobrovolně vydal vídeňskému soudu. 19. března 1850 pak byl na základě amnestie propuštěn z vazby.
Následně se přestěhoval do korutanského Gmündu, kde se po obnovení ústavního života stal roku 1861 starostou. Roku 1861 byl také zvolen na Korutanský zemský sněm za kurii venkovských obcí, obvod Spittal, Gmünd, Millstadt, Greifenburg, Ober-Bellach a Winklern. Zde se podílel na přijetí zákona o služebnictvu. V roce 1867 byl na zemský sněm opětovně zvolen. Zemský sněm ho 23. února 1867 zvolil i do Říšské rady (tehdy ještě volené nepřímo) za kurii venkovských obcí v Korutanech. Opětovně v Říšské radě zasedal i ve funkčním období 1871–1873. Profiloval se jako německý liberál (takzvaná Ústavní strana, liberálně a centralisticky orientovaná, odmítající federalistické aspirace neněmeckých etnik).
Profesně se uváděl jako majitel nemovitostí a hostince a mlynář.